# Robert Blum (homme politique prussien)
Pour les articles homonymes, voir Robert Blum et Blum.
Robert Blum (né le 10 novembre 1807 à Cologne - exécuté le 9 novembre 1848 au lieu-dit Brigittenau près de Vienne) était un homme politique prussien.
Issu d'un milieu modeste, il se forma en autodidacte, entamant une carrière d'artisan avant de devenir secrétaire d'un théâtre puis libraire à Leipzig, dans le royaume de Saxe.
Élu au Parlement de Francfort après la Révolution de Mars, il y fut un des meneurs des « démocrates » — issus de l'aile radicale du mouvement libéral - qui voulaient que l'unité allemande se réalise dans un cadre républicain. Lors de la seconde phase de la Révolution de 1848, il prit part à l'insurrection viennoise d'octobre 1848, ce qui lui valut d'être exécuté, en dépit de son immunité parlementaire, par les  troupes impériales chargées de la répression.

## Formation et débuts comme artisan
Issu d'une famille de tonneliers, Robert Blum était de constitution trop faible pour embrasser cette profession (les séquelles d'une rougeole l'avaient d'ailleurs rendu longtemps mal-voyant). Il apprit cependant très rapidement à lire et à écrire et commença ses études dans un collège jésuite. Il dut néanmoins les interrompre pour travailler en tant que surveillant dans une usine d'épingles. Il devait en effet gagner sa vie et aider sa famille à subsister, son père étant mort d'une tuberculose en 1815 alors qu'il était âgé de 8 ans.
Après avoir commencé un apprentissage auprès d'un orfèvre, il apprit le métier de ferronnier et de ferblantier (1821-25) et fut engagé par un fabricant de lampadaires, Schmitz. Voyageant à travers l'Allemagne au service de son patron (1825-29), il se rendit notamment à Munich, où il participa à l'installation de l'éclairage du château de Nymphenburg.

## Activité littéraire et politique pendant leVormärz
En 1829, il se rend à Berlin, où il fait ses premiers pas dans le monde littéraire, publiant quelques poèmes dans un journal.
Après un service militaire abrégé par ses problèmes de vue, il revient à Cologne et y travaille dans un théâtre (1830).
En 1832, il s'installa définitivement à Leipzig, où il devint secrétaire et caissier d'un théâtre puis libraire. Il y poursuivit ses travaux littéraires, s'inspirant de la révolte polonaise pour écrire Grochow, hymne à la Liberté (1831) ainsi qu'un drame historique sur Tadeusz Kościuszko, et de l'indépendance grecque pour rédiger une pièce intitulée La Délivrance de Candie (1836). Il fut également l'auteur de plusieurs autres pièces et de livrets d'opéra (notamment pour Albert Lortzing).
Brièvement marié à la jeune Adelheid Mey, morte en 1838 à l'âge de vingt ans, il se remaria deux ans plus tard avec Eugenie Günther, sœur d'un de ses amis. Le couple eut cinq enfants, dont l'aîné, Hans, né en 1841, deviendra le premier biographe de Robert Blum.
Dans les années 1830, Blum participa au mouvement libéral et nationaliste allemand, issu de la "guerre de libération" de 1813 mais opposé au système liberticide mis en place par le Congrès de Vienne. Il prononça ainsi des discours lors de plusieurs fêtes patriotiques et réunions politiques et entra en contact avec des intellectuels et des députés libéraux, tels que Friedrich Christoph Dahlmann ou Johann Adam von Itzstein.

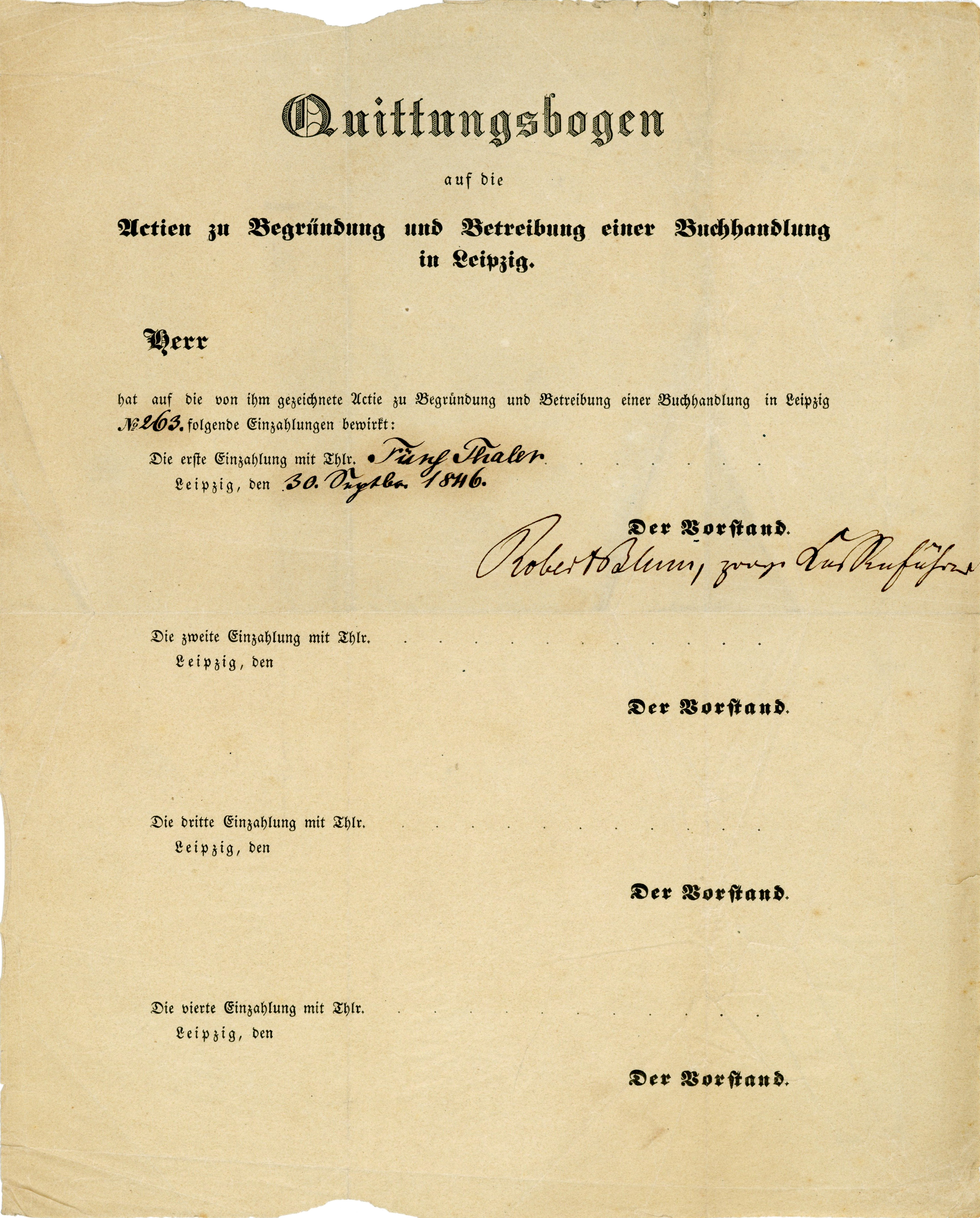
Quittance d'actions pour la création et l'exploitation d'une librairie à Leipzig avec confirmation du premier versement de 5 thalers, délivrée le 30 septembre 1846, signée en original par Robert Blum en tant que président du conseil d'administration et trésorier provisoire

En 1840, Blum entreprit l'édition d'un journal d'opposition libéral, les Sächsischen Vaterlandsblätter (les "Feuilles patriotiques de Saxe"), dont les positions radicales lui valurent les foudres de la censure et deux mois de prison en 1844. En raison de ses contacts avec les mouvements radicaux de Silésie, le journal de Blum fut interdit par le gouvernement prussien (1845), bientôt imité par ses homologues bavarois, badois et saxon. 
En 1844, Robert Blum acheta une maison à Leipzig, obtenant ainsi le droit de cité dans cette ville.
Le 12 août 1845, Blum se fit connaître lors des manifestations suscitées par la visite officielle du prince Jean de Saxe. Ce dernier, considéré comme un adversaire résolu de la liberté de conscience, avait en effet été la cible d'une manifestation qui avait dégénéré en révolte après une fusillade. Tout en protestant publiquement contre la répression sanglante exercée par l'armée, Robert Blum contribua au retour au calme en rappelant les émeutiers au respect de la loi. Cette action modératrice lui attira le respect d'une grande partie des libéraux.
La même année, il aida Johannes Ronge à organiser le premier concile des "catholiques-allemands", une secte schismatique rationaliste. Blum fut le principal animateur de ce culte progressiste à Leipzig, dont la communauté "catholique-allemande" comptait environ 340 fidèles.
L'année suivante, la considération dont il bénéficiait depuis les événements d'août 1845 permit à Blum d'être élu au sénat ("Stadtrat") de Leipzig.
Favorable aux révolutionnaires polonais, il prit la défense des insurgés de Cracovie (1846) et rencontra le général Ludwik Mierosławski. Ayant lancé une nouvelle publication, Blum continua à promouvoir les idées radicales et démocrates jusqu'à la fin de la période du Vormärz.

## Activité politique pendant la Révolution de 1848

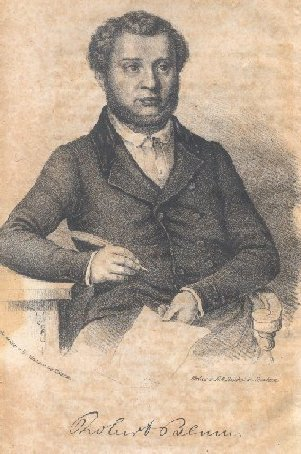
Robert Blum (lithographie de 1848).

### La Révolution de Mars à Leipzig (28 février-19 mars)
Ayant appris le 28 février 1848 la chute de la monarchie outre-Rhin, les libéraux de Leipzig se réunirent et adressèrent au roi Frédéric-Auguste II une pétition pour demander la liberté de la presse et la réunion d'un parlement national allemand. Le radical Blum voulait aller plus loin en exigeant le suffrage universel, mais la majorité libérale modérée ne suivit pas cette proposition.
Le roi ayant rejeté la pétition, Blum, qui était à la tête des sociétés patriotiques (Vaterlandsvereine), s'adressa à la foule révolutionnaire depuis le balcon de l'hôtel de ville et obtint la démission du gouvernement conservateur au profit d'un gouvernement plus libéral ainsi que la réunion d'une assemblée représentative (4 mars). Craignant une radicalisation incontrôlable du mouvement, Blum renonça temporairement à ses exigences démocratiques et empêcha la marche sur Dresde d'une foule de révolutionnaires (12 mars), ce qui lui attira des critiques au sein de l'extrême-gauche.

### Au "Pré-parlement" de Francfort (31 mars-3 avril)
Après avoir initialement refusé - au profit de son ami Carl Todt - une place de représentant de Leipzig au pré-parlement de Francfort (12 mars), Blum fut finalement désigné la semaine suivante par les habitants de Zwickau, dont la communauté juive comptait sur l'orateur démocrate pour défendre l'égalité des citoyens quel que soit leur culte. En tant que membre d'une religion non reconnue, Blum était en effet sensible à cette revendication.
Élu vice-président du pré-parlement aux côtés de trois de ses pairs, Blum rejoignit l'aile démocrate et républicaine de cette assemblée provisoire. Contrairement aux radicaux badois Friedrich Hecker et Gustav Struve, qui se heurtèrent avec intransigeance à la majorité libérale modérée de l'assemblée, Blum accepta de travailler avec les membres de cette dernière malgré leurs conceptions monarchiste et peu démocrates.
Il fut ainsi élu au sein de la "Commission des cinquante" (commission permanente chargée de préparer l'élection du parlement constituant). Exclus de cette commission, Hecker et Struve furent encouragés par cette éviction à tenter un coup de force républicain dans le sud du grand-duché de Bade. Ce coup de force fut désapprouvé par Blum au nom du légalisme. La répression du mouvement insurrectionnel décima les rangs des démocrates radicaux, permettant aux démocrates plus modérés de Blum de dominer l'extrême-gauche du Parlement de Francfort nouvellement élu.

### Au Parlement de Francfort (mai - octobre)

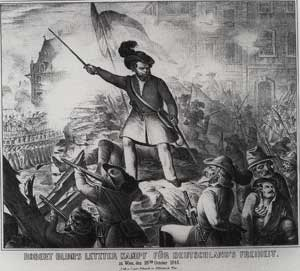
Robert Blum sur les barricades viennoises (lithographie de 1848).

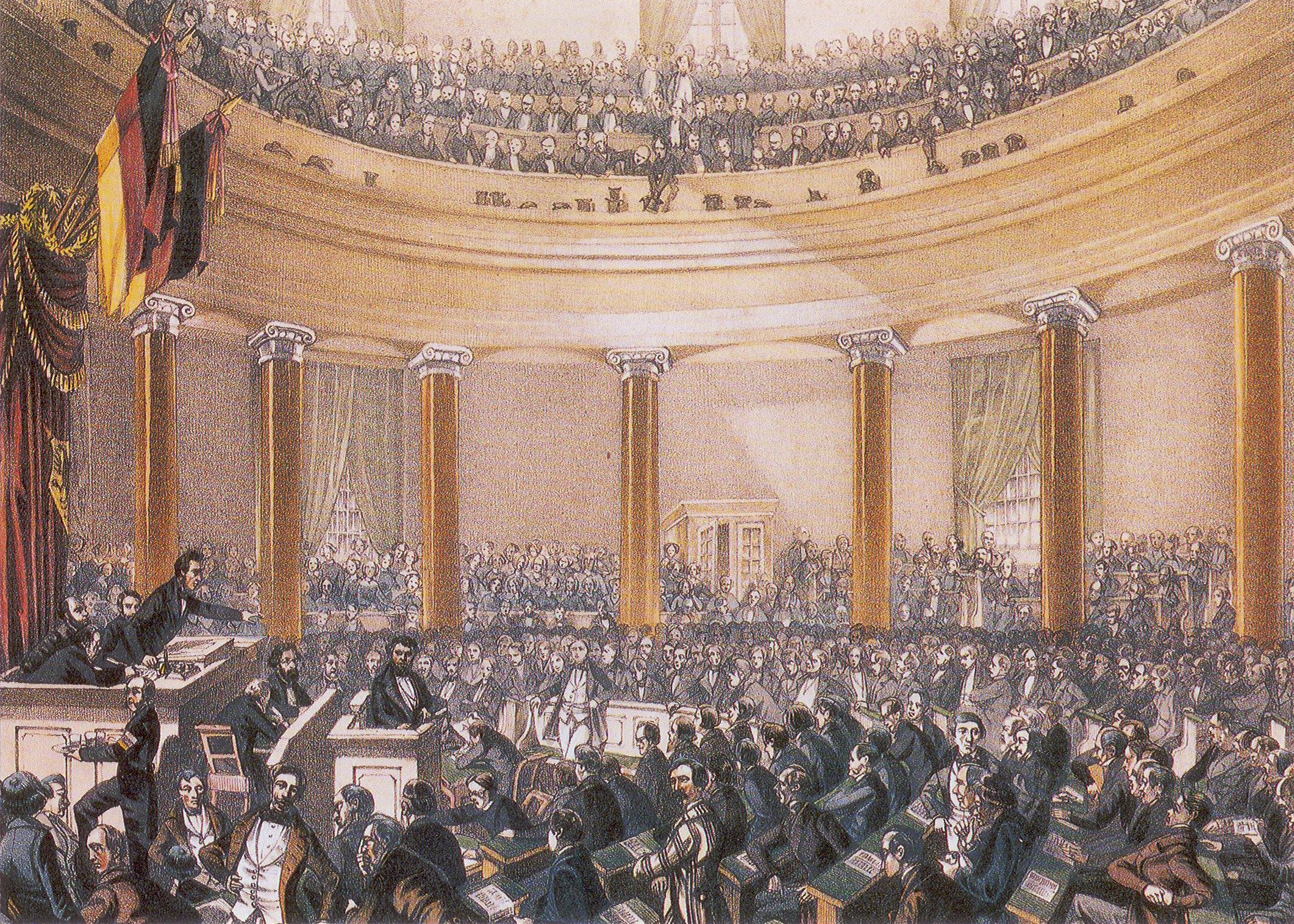
Séance du Parlement de Francfort en 1848. Robert Blum est à la tribune de l'orateur, Heinrich von Gagern à celle du président.

Élu à Reuss et à Leipzig, Robert Blum participa à la séance inaugurale du Parlement de Francfort (18 mai) et fut élu membre du comité chargé de la rédaction d'un projet de constitution. Parallèlement à ses fonctions parlementaires, Blum fut un des cofondateurs et principaux rédacteurs du Deutsche Reichstagszeitung ("Journal du Parlement allemand"), dans lequel il défendait l'émancipation progressive des classes laborieuses par leur éducation et par leur participation aux décisions politiques.
Robert Blum prend la direction de la fraction du Deutscher Hof, groupe parlementaire des démocrates modérés, tandis que le "jeune hégélien" Arnold Ruge anime celui du Donnersberg, plus à gauche et très critique envers les compromis du représentant de Leipzig.
Le 2 juin, il cosigne un manifeste avec d'autres parlementaires de Gauche comme Franz Raveaux, Carl Vogt, Ludwig Uhland ou Albert Schott (de) : il y demande la constitution d'une Allemagne confédérale reposant sur le principe de la souveraineté nationale et regroupant des États dont les peuples pourraient choisir le type de régime politique, monarchique ou républicain.
Malgré sa modération, Blum partage l'indignation nationaliste des radicaux après l'acceptation, par la majorité libérale modérée, de l'armistice de Malmö qui fait passer le Schleswig-Holstein sous contrôle danois.

### Participation à l'insurrection viennoise et exécution (octobre -9 novembre)

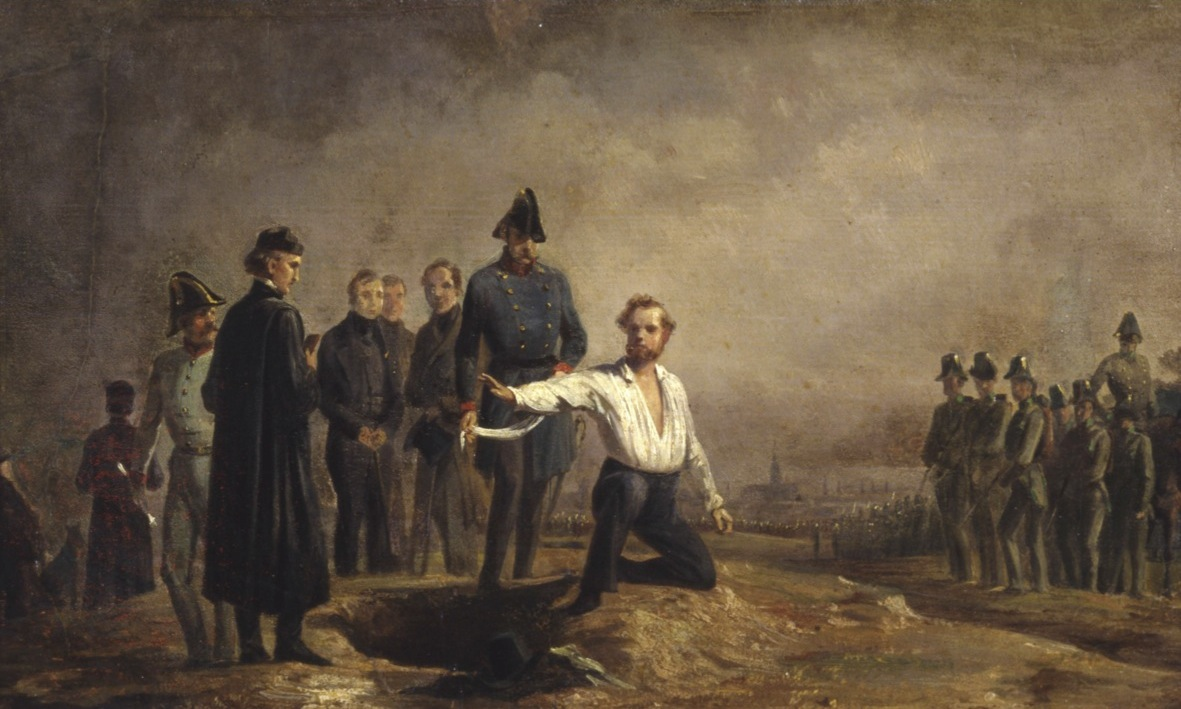
Exécution de Robert Blum, le 9 novembre 1848 (tableau de Carl Steffeck, 1848-1849).

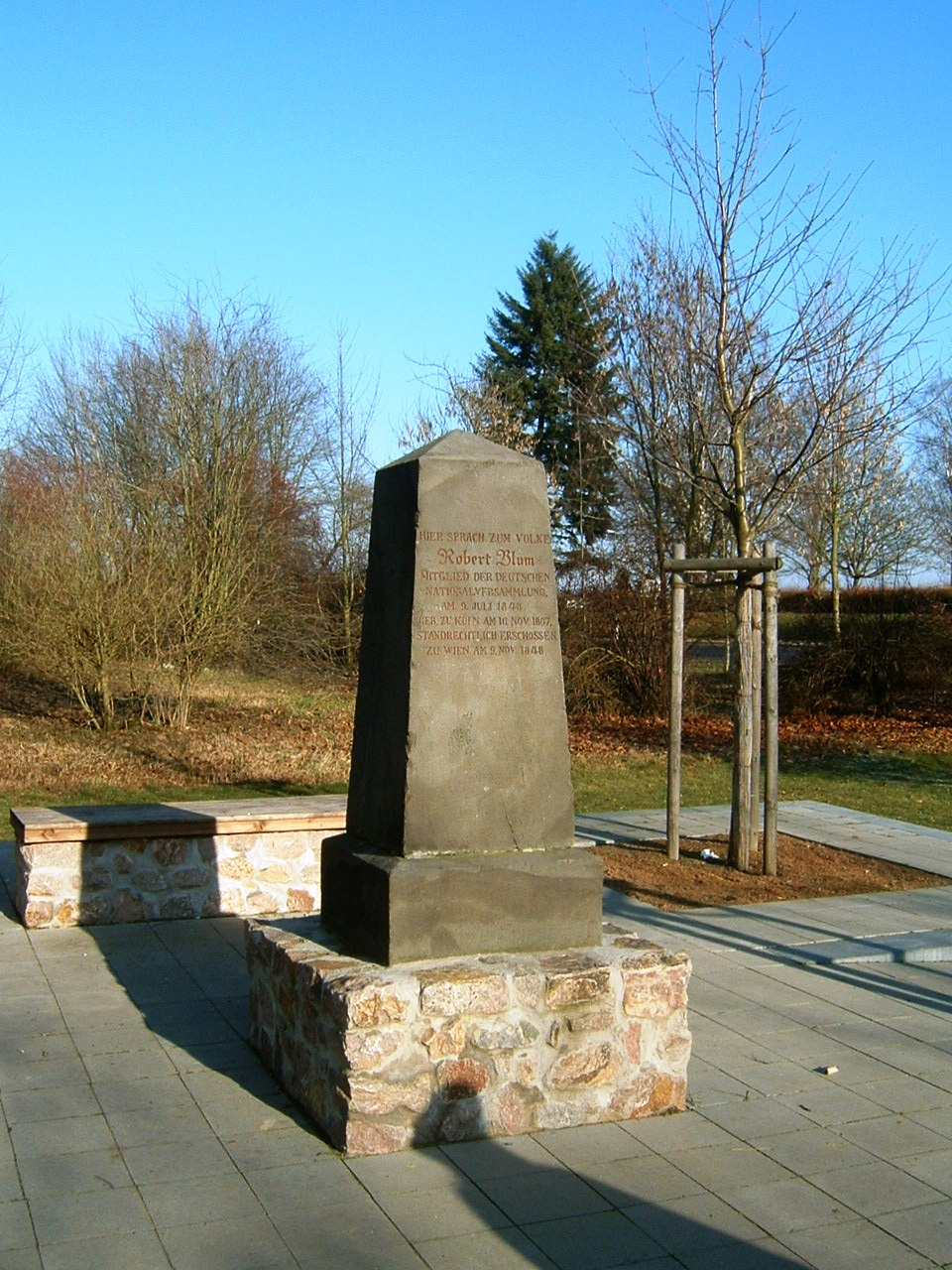
Monument commémoratif à Karben, en Hesse (1895).

Partisan de la cause des nationalités, Blum était favorable à la révolution hongroise. Face aux projets de répression échafaudés par l'entourage réactionnaire de l'empereur Ferdinand et notamment du prince de Windisch-Grätz, une violente insurrection éclata à Vienne le 6 octobre.
Officiellement envoyé à Vienne, avec ses confrères Hartmann et Fröbel, pour apporter aux Viennois une lettre de félicitation des radicaux allemands, Blum accepta le commandement d'une compagnie d'élite à la condition qu'il ne prendrait pas part aux combats, en raison de son mandat de député. Mais la compagnie de Blum participa tout de même à la défense de la ville entre le 26 et le 29 octobre. Selon Saint-René Taillandier, Blum aurait été « enivré par la vue des barricades, forcé de satisfaire cette foule furieuse qu’il était venu complimenter » et, se donnant « l’épouvantable rôle de Danton », il se serait laissé entraîner par la violence de l'insurrection. Retiré dans un hôtel le 29 octobre, il fut arrêté quelques jours plus tard puis passé par les armes sur ordre d'un conseil de guerre le 9 novembre.

### Réactions
Cette exécution, perpétrée au mépris de l'immunité parlementaire de Blum, fut interprétée comme la rupture entre la monarchie des Habsbourg et l'assemblée de Francfort dont l'impuissance se manifesta particulièrement à cette occasion.
Malwida von Meysenbug écrivit à propos de cet événement : « Le jour suivant nous fûmes foudroyés par la nouvelle que Robert Blum, le puissant orateur populaire du Parlement de Francfort, avait été fusillé à Vienne. La première victime de la réaction était tombée; après cela il fallait s'attendre à tout. Ayant osé tuer l'homme le plus populaire, un des caractères les plus braves, une des intelligences les plus pratiques de tout le parti révolutionnaire, la réaction devait se sentir de nouveau bien forte et pouvait tout oser ».
Date d'un événement annonciateur du triomphe de la réaction sur le Printemps des peuples, le 9 novembre 1848 fut donc le premier de ces « Jours du Destin » qui marquèrent l'histoire contemporaine allemande (Schicksalstag).
L'événement choqua l'opinion au-delà des frontières allemandes. En France, Victor Schœlcher, Alexandre Ledru-Rollin et Marie d'Agoult s'en émurent. Dans un discours prononcé à l'Assemblée nationale le 30 novembre, Ledru-Rollin déclara : « Je me demandais si vous aviez trouvé un mot [...] pour l'assassinat de Robert Blum, assassinat sur lequel il ne peut pas y avoir de doute, non pas seulement d'après les sentiments élevés de l'humanité, mais d'après les sentiments du droit international et du droit écrit. Blum faisait partie de cette diète [sic.] de Francfort. On y avait déclaré qu'aucun de ses membres ne pourrait être jugé par un État allemand, qu'il ne pourrait être jugé que par ses propres pairs. L'Autriche elle-même avait reconnu l'autorité de cette diète, car elle y avait envoyé 229 représentants, et cependant, malgré le droit écrit, Blum a été assassiné. Je le répète, et j'invoque, en le disant, non-seulement les sentiments d'humanité, mais l'application du droit écrit, avez-vous trouvé un mot de protestation ?  ».
Pour aider la veuve et les enfants de Robert Blum, une souscription fut organisée qui recueillit 40 000 thalers.

## Hommages

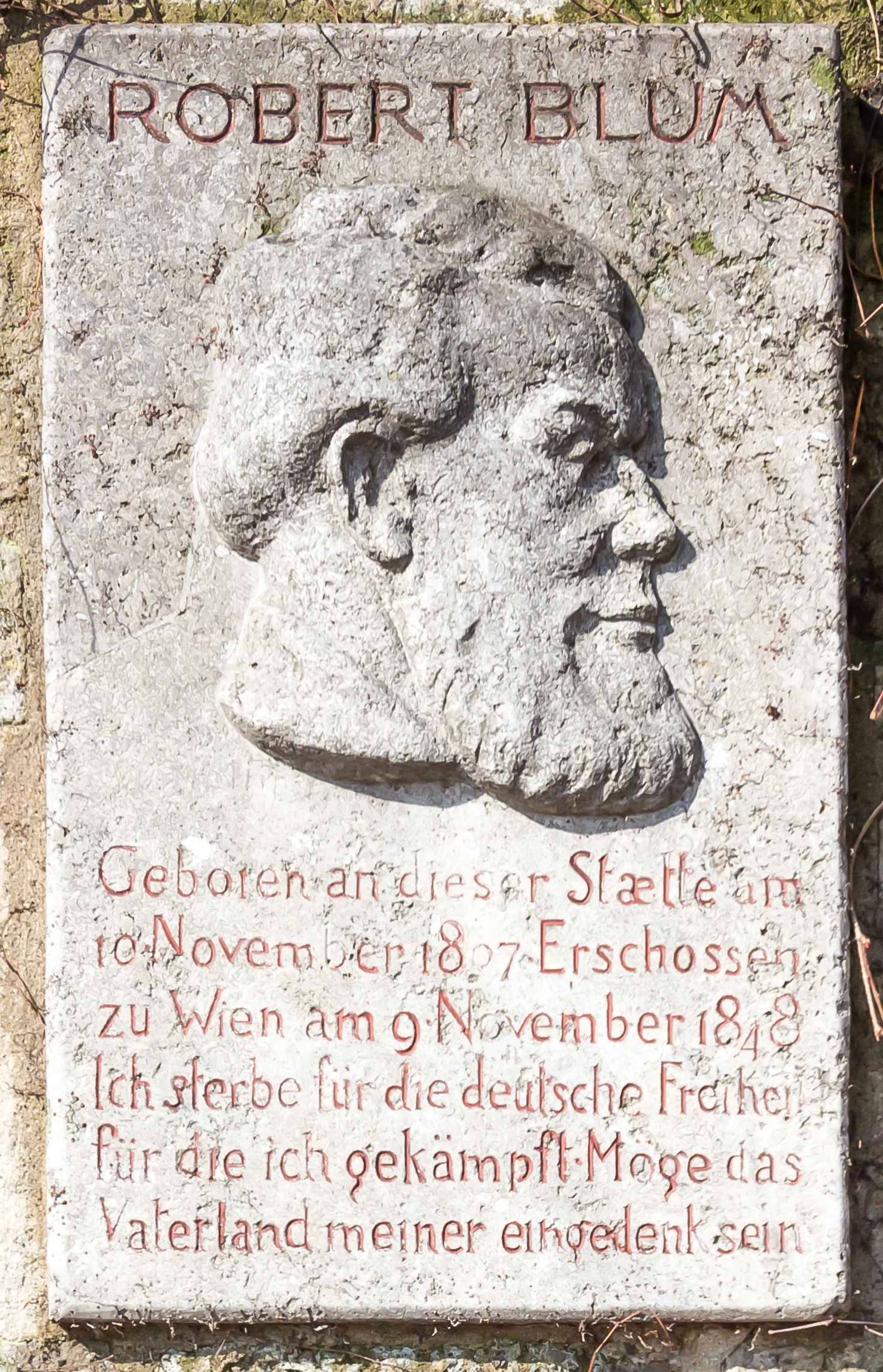
Monument de Robert Blum à Cologne : « Né ici le 10 novembre 1807, fusillé à Vienne le 9 novembre 1848. "Je meurs pour la liberté allemande pour laquelle j'ai combattu. Que la patrie se souvienne de moi" ».

Le communiste allemand Ferdinand Freiligrath écrivit un poème en hommage au "martyr | Dont le sang généreux a, près des murs de Vienne, | Abreuvé des bourreaux la rage autrichienne. | Et qui, parti de bas, avait su se grandir, | Marchant résolument, dans sa persévérance, | Vers le but glorieux que lui montrait Francfort, | Sans compter les périls que réservait le sort | Au triomphe éclatant de son intelligence".